# Hippolyte Panhard
Pour les articles homonymes, voir Panhard (homonymie).

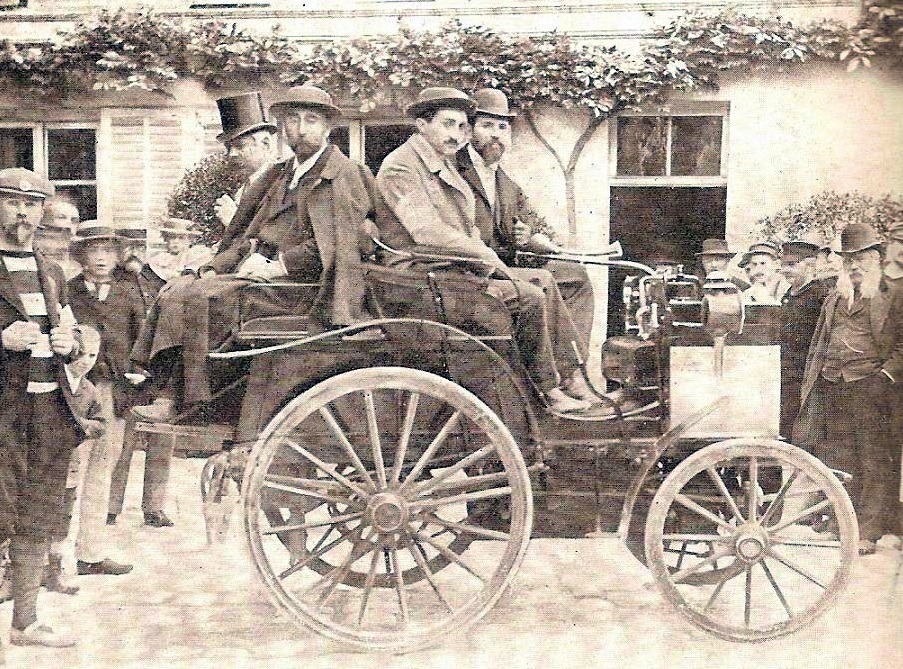
La Panhard & Levassor no 13 d'Hippolyte Panhard, lors du Paris-Rouen 1894.

Adrien, Hippolyte, François Panhard, né le 5 octobre 1870 à Hyères et décédé le 27 octobre 1957 dans le 8e arrondissement de Paris, est un pilote automobile précurseur, fils de l'industriel René Panhard. Il a une sœur cadette, Marie-Elisabeth dite Lisette, née en 1877.

## Biographie
En 1891, il effectue le premier raid automobile, sans s'arrêter, entre les Porte d'Ivry et de Saint-Cloud, soit environ 10 kilomètres à la vitesse de... 2 kilomètres à l'heure.
Le 27 mars 1893, en compagnie de l'oncle Georges Méric, il effectue cette fois le raid Paris-Nice à des vitesses 10 fois supérieures et un moteur de 2HP½. Le départ a également lieu de la Porte d'Ivry, et l'arrivée à Nice est pour le 14 avril. Les étapes varient de 120 à 150 kilomètres, en passant par Briare, Decize, Roanne, Annonay, Orange, Marseille. Les ravitaillements en essence se font d'épicerie à épicerie, et la traversée des villes et villages s'accompagne d'attroupements et de cris de surprise tant humains... qu'animaliers. À Hyères, le mécanicien Belhomme prend le relais de Méric, car la voiture commence à avoir des problèmes d'embrayage. Hippolyte y rencontre également Alexis Godillot. Arrivé à Cannes, il fait les éloges de son véhicule au grand-duc Michel de Russie. Le 20 avril, Belhomme et Panhard prennent le chemin du retour vers Paris.
Entre le 24 et le 30 novembre 1893, Hippolyte obtient ses titres d'autorisation de circulation dans la capitale.
En 1894, il participe au Paris-Rouen: il est le quatrième chauffeur à franchir la ligne d'arrivée, permettant à la société ""Panhard et Levassor" de partager le premier prix de 5 000 francs avec celle des "Fils de Peugeot frères".
En 1895, il s'aligne lors du Paris-Bordeaux-Paris en compagnie de Bélanger. Ce dernier termine septième de l'épreuve.
En janvier 1903, il épouse Marguerite Michau, avec laquelle il aura 9 enfants.
En août 1908, il devient à son tour maire de Thiais, après le décès de son père au mois de juillet. Il le restera jusqu'en 1919, avant d'être réélu pour la période 1929-1935. Il est également directeur de l'entreprise familiale de 1908 à 1915, date à laquelle son cousin germain Paul Panhard prend le relais.
En 1935, il participe aussi au défilé des vieux tacots en lever de rideau du Grand Prix de l'ACF 1935, avec un véhicule de 1891 à brûleurs et à moteur Daimler.
Sa fille Marie épouse un mois plus tôt, en mai 1935, Gabriel Personnaz, inspecteur adjoint de la Banque de France. Un de ses fils, René est pilote de chasse. 
Il meurt le 27 octobre 1957 et est enterré au cimetière du Père-Lachaise (36e division).
La maison de retraite de Le Coudray-Montceaux porte encore son nom.

## Distinctions
- Croix de guerre 1914–1918 ;
- Chevalier de la Légion d'honneur[5] ;
- Commandeur de l'ordre de Saint-Grégoire-le-Grand, en juillet 1929[6].